# Arroyo (Familienname)
Arroyo ist ein spanischer Familienname.

## Namensträger
- Abdiel Arroyo (* 1993), panamaischer Fußballspieler
- Alberto Arroyo (Komponist) (* 1989), Komponist, Dirigent und Musikwissenschafter
- Alberto Arroyo (Läufer) (1916–2010), US-amerikanischer Läufer
- Alberto Arroyo Villaroel (1894–1960), Mann
- Alonso Caro y del Arroyo (1880–1957), spanischer Diplomat
- Andrés Arroyo (Fußballspieler) (* 2002), kolumbianischer Fußballspieler
- Andrés Arroyo (Leichtathlet) (* 1995), puerto-ricanischer Leichtathlet
- Ángel Arroyo (* 1956), spanischer Radsportler
- Angel Arroyo (* 1965), puerto-ricanischer Gewichtheber
- Ángel Gregorio Villoldo Arroyo (1861–1919), argentinischer Tangokomponist und -dichter, siehe Ángel Villoldo
- Antonio Vanegas Arroyo (1852–1917), mexikanischer Verleger
- Arnulfo Arroyo Romero (1865–1897), mexikanischer Revolutionär
- Brian Baxter Arroyo López (* 1985), mexikanischer Eishockeyspieler
- Bronson Arroyo (* 1977), US-amerikanischer Baseballspieler
- Carlos Arroyo (* 1979), puerto-ricanischer Basketballspieler
- Carlos Alberto Arroyo del Río (1893–1969), ecuadorianischer Jurist und Politiker
- David Arroyo (* 1980), spanischer Radrennfahrer
- Eduardo Arroyo (Sportschütze) (* 1932), bolivianischer Sportschütze
- Eduardo Arroyo (1937–2018), spanischer Maler, Grafiker und Schriftsteller
- Fernando Flores Arroyo († 2015), spanischer Jurist und Politiker
- Gabriel Arroyo (* 1977), argentinischer Volleyballspieler
- Gavin Arroyo (* 1972), US-amerikanischer Wasserballspieler
- Gloria Macapagal-Arroyo (* 1947), philippinische Präsidentin
- Gonzalo Arroyo (1925–2012), chilenischer katholischer Priester und Befreiungstheologe
- Harold Arroyo (* 1961), puerto-ricanischer Boxer
- Harry Arroyo (* 1957), US-amerikanischer Boxer
- Héctor Arroyo (* 1966), puerto-ricanischer Boxer
- Iggy Arroyo († 2012), philippinischer Politiker
- Ignacio Lehonor Arroyo (1907–1996), mexikanischer Geistlicher, Bischof von Tuxpan
- Jacquelin Arroyo (* 1987), US-amerikanische Theater und Filmschauspielerin und Filmproduzentin
- Joe Arroyo (1955–2011), kolumbianischer Sänger und Komponist
- Joker Arroyo (1927–2015), philippinischer Politiker

- Jorge Arroyo (Fußballspieler), mexikanischer Fußballspieler
- Jorge Arroyo (Gewichtheber) (* 1991), ecuadorianischer Gewichtheber
- Jorge Arroyo (Rennfahrer), spanischer Motorradrennfahrer
- José Miguel Arroyo (1810–1867), mexikanischer Politiker
- Juan Arroyo (* 1955), venezolanischer Radrennfahrer
- Luis Arroyo (Schauspieler) (1915–1956), spanischer Schauspieler und Regisseur
- Luis Arroyo (Baseballspieler) (1927–2016), puerto-ricanischer Baseballspieler
- Luis Mena Arroyo (1920–2009), mexikanischer Geistlicher, Weihbischof in Mexiko-Stadt
- Martina Arroyo (* 1937), US-amerikanische Opernsängerin
- Mary Kalin Arroyo (* 1944), neuseeländische Botanikerin
- McJoe Arroyo (* 1985), puerto-ricanischer Boxer
- McWilliams Arroyo (* 1985), puerto-ricanischer Boxer
- Michael Arroyo (* 1987), ecuadorianischer Fußballspieler
- Miguel Arroyo (Künstler) (1920–2004), venezolanischer Künstler
- Miguel Arroyo (Turner) (* 1962), kubanischer Turner
- Miguel Arroyo (Radsportler) (1966–2020), mexikanischer Radrennfahrer
- Mikey Macapagal-Arroyo (* 1969), philippinischer Politiker und Filmschauspieler
- Nicolás Renán Aguilera Arroyo (* 1972), bolivianischer Geistlicher und römisch-katholischer Bischof von Potosí
- Omar Arroyo (* 1955), costa-ricanischer Fußballspieler
- Pedro Coronel Arroyo (1923–1985), mexikanischer Künstler
- Rafael Coronel Arroyo (1931–2019), mexikanischer Künstler
- Raymond Arroyo, US-amerikanischer Moderator und Autor
- Silvia Arroyo Camejo (* 1986), spanisch-deutsche Wissenschaftsautorin
- Silvia Arroyo-Leuenberger (* 1951), argentinische Botanikerin
- Trinidad Arroyo (1872–1959), spanische Ophthalmologin, Hochschullehrerin und Feministin